# Jorge Reyes Aguilar
Jorge Reyes Aguilar, destacado deportista chileno de la especialidad de patinaje que fue campeón suramericano en Medellín 2010.

## Trayectoria
La trayectoria deportiva de Jorge Reyes Aguilar se identifica por su participación en los siguientes eventos nacionales e internacionales:

### Juegos Suramericanos
Fue reconocido su triunfo de ser el quinto deportista con el mayor número de medallas de la selección de  Chile en los juegos de Medellín 2010.

#### Juegos Suramericanos de Medellín 2010
Su desempeño en la novena edición de los juegos, se identificó por obtener un total de 5 medallas:

- , Medalla de oro: Velocidad 5000 m hombres
- , Medalla de plata: Patinaje de Velocidad Punto Ruta 10 000 m hombres
- , Medalla de plata: Patinaje de Velocidad Eliminación Ruta 20 000 m hombres
- , Medalla de bronce: Patinaje de Velocidad Eliminación Carril 15 000 m hombres
- , Medalla de bronce: Patinaje de Velocidad Relevo 3000 m carril hombres